# 제니 시플리
제니퍼 메리 시플리(영어: Jennifer Mary Shipley, 1952년 2월 4일~)는 뉴질랜드의 여성 정치인이다. 1997년 짐 볼저 총리가 사임한 후 제36대 뉴질랜드의 총리로 취임하였다. 뉴질랜드 역사상 최초의 여성 총리로 취임하였으나 1999년 총선에서 노동당에 패하여 2년간의 짧은 임기를 뒤로하고 총리직에서 물러났다.

## 정치인 이전의 생활
그녀는 1952년, 뉴질랜드 남섬에 있는 고어에서 태어났다. 그녀는 대학을 졸업하고, 1972년 교직으로 진출하여 1976년까지 초등학교 교직에 머물러 있었다. 또한 그녀는 아동보호단체인 플렁켓 소사이어티(Plunket Society)에 봉사활동을 했다.

## 정치인 생활
1975년, 그녀는 뉴질랜드 국민당에 입당하였다. 1987년 총선에서 애쉬버튼(Ashburton) 지역구 의원으로 출마해서 당선되었다. 다음 총선인 1990년 총선에도 애쉬버튼 지역구명이 라카이아(Rakaia) 지역구로 바뀌었지만, 2001년까지 그 지역구의 의원으로 남았다.

### 장관 생활
1990년 총선 당시, 국민당의 짐 볼저 당수가 총리로 취임하자 그녀를 사회복지부장관(Minster of Social Welfare)직과 여성부장관(Minister of Women's Affairs)직으로 내정했다. 또한 1993년에는 복지부장관(Minister of Health)직을 맡았다.

### 총리 생활
당시 총리인 짐 볼저 총리가 사임 표명 입장을 밝히자, 후임으로 그녀를 내정했다. 그녀는 뉴질랜드 최초의 여성 총리가 되었고, 뉴질랜드 제36대 총리로 임명이 되었다. 그녀는 전 총리인 짐 볼저와 연립정부를 세운 뉴질랜드 제일당과의 연계를 계속 이어갔다.

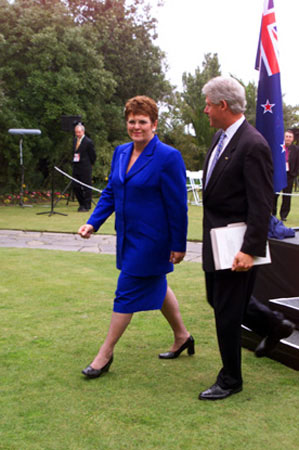
빌 클린턴과 시플리(1999년)

### 총선 패배
1999년 총선에서 그녀는 당시 노동당 당수인 헬렌 클라크가 이끌던 노동당에 패배한다. 2001년까지 그녀는 국민당 당수로 남아서 정계 생활을 이어갔다.

## 정치 생활 은퇴 이후
2007년, 그녀는 재정회사인 센티넬(Sentinel)에 입사했다.

## 역대 선거 결과
| 선거명      | 직책명                     | 대수 | 정당            | 득표율 | 득표수 | 결과 | 당락                   |
| ----------- | -------------------------- | ---- | --------------- | ------ | ------ | ---- | ---------------------- |
| 1987년 선거 | 하원의원 (애쉬버튼 선거구) | 42대 | 뉴질랜드 국민당 | 0%     | -표    | 1위  | 애쉬버튼 하원의원 당선 |
| 1990년 선거 | 하원의원 (애쉬버튼 선거구) | 43대 | 뉴질랜드 국민당 | 0%     | -표    | 1위  | 애쉬버튼 하원의원 당선 |
| 1993년 선거 | 하원의원 (라카이아 선거구) | 44대 | 뉴질랜드 국민당 | 0%     | -표    | 1위  | 라카이아 하원의원 당선 |
| 1996년 선거 | 하원의원 (라카이아 선거구) | 45대 | 뉴질랜드 국민당 | 0%     | -표    | 1위  | 라카이아 하원의원 당선 |
| 1999년 선거 | 하원의원 (라카이아 선거구) | 46대 | 뉴질랜드 국민당 | 0%     | -표    | 1위  | 라카이아 하원의원 당선 |